# Pimp (film, 2010)
Pour plus de détails, voir Fiche technique et Distribution.
Pimp est un film britannique réalisé par Robert Cavanah, sorti en 2010.

## Fiche technique
- Titre : Pimp
- Réalisation : Robert Cavanah
- Scénario : Robert Cavanah et Jon Kirby
- Musique : Tom Hodge
- Pays d'origine : Royaume-Uni
- Genre : thriller
- Date de sortie : 2010

## Distribution
- Robert Cavanah : Woody
- Danny Dyer : Stanley
- Billy Boyd : Chef
- Gemma Chan : Bo
- Hilary Hamilton : Eve
- Robert Fucilla : Vincent
- Barbara Nedeljáková : Petra
- Scarlett Alice Johnson : Lizzy
- Wil Johnson : Byron
- Martin Compston : Zeb
- Susie Amy : Tammy
- Corey Johnson : Axel
- Silas Carson : Punter